# Echeveria roseiflora
Echeveria roseiflora är en fetbladsväxtart som beskrevs av J.Reyes, O.González. Echeveria roseiflora ingår i släktet Echeveria och familjen fetbladsväxter. Inga underarter finns listade i Catalogue of Life.